# Virgoletta (Villafranca in Lunigiana)
Virgoletta (anticamente Verrucola Corbellari) è una frazione di Villafranca in Lunigiana, in provincia di Massa-Carrara. È situata a 183 metri sul livello del mare sul Colle Vignale tra i torrenti Bagnone e Vigesola, vi risiedono 333 abitanti. 
Il piccolo colle è conformato ad onda, con due cime: su quella in direzione del comune di Bagnone sorge il Castello Malaspina, su quella in direzione del comune di Villafranca è la chiesa parrocchiale dei Santi Gervasio e Portasio. Nel mezzo una sella accoglie l'antico portale d'accesso detto degli scaleri. L'abitato cinge queste due emergenze con un susseguirsi di case fortificate e alti terrazzi detti volti cinti.

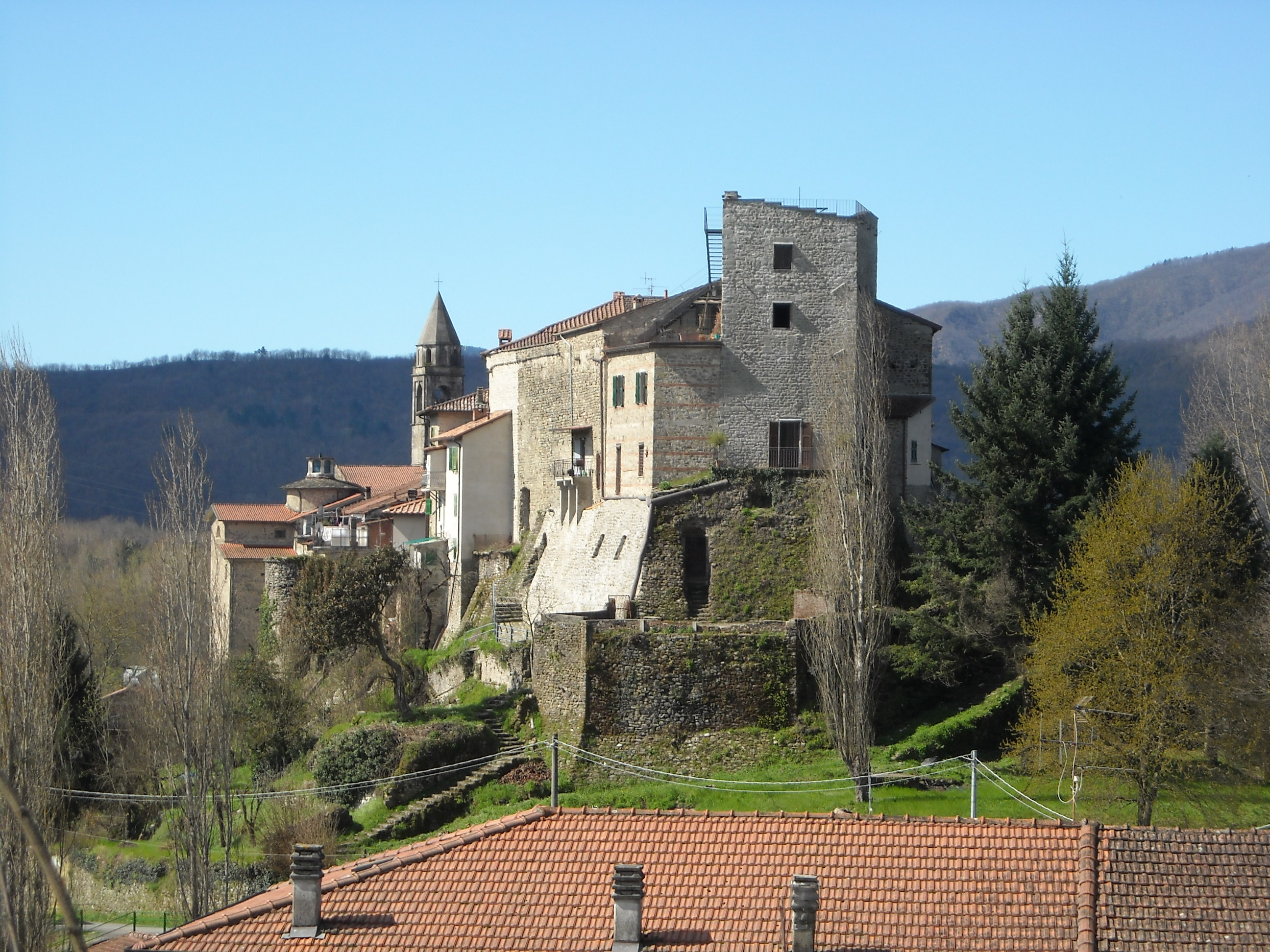
Il borgo di Virgoletta visto dal lato del Castello Malaspina

## Storia
La Lunigiana, dopo il periodo di prosperità della città romana di Luni, entrò, nel periodo di dominazione Bizantina a far parte del Limes, strumento di contenimento nei confronti delle popolazioni che dal Nord Europa scendevano verso Roma e il Sud.

### L'Alto medioevo: la Verrucola dei Corbellari
In seguito i longobardi compresero l'importanza strategica della Val di Magra ed utilizzarono la via del monte Bardone per collegare i loro ducati settentrionali con quelli dell'Italia centrale. Anche i monaci benedettini di Leno, legati strettamente alla monarchia longobarda, esercitarono un ruolo rilevante nel processo di sviluppo civile e culturale delle popolazioni del territorio Lunigianese, ed è nel X secolo che si ha la prima notizia certa di un'importante via di comunicazione in Lunigiana: si tratta della Via Francigena o Romea che nei secoli a venire influenzerà la storia e lo sviluppo di molti borghi in Lunigiana.
In questo contesto, intorno all'XI secolo, dovrebbe essere sorto il borgo di Verrucola Corbellariorum, ad identificare una fortificazione a loro appartenuta sulla piccola collina del paese. I Corbellari, subfeudatari degli Obertenghi, esercitarono il loro potere sul borgo in un periodo antecedente all'avvento dei Malaspina. A loro si deve, probabilmente, l'antica torre quadrata che domina le vie di transito da nord a sud nella zona; loro era anche il vicino Castiglione dei Corbellari, divenuto poi, con la successiva divisione del territorio ad opera dei Malaspina, l'attuale Castiglione del Terziere. Da quanto si evince dagli archivi dei Malaspina di Caniparola (documento del 1266) risultava infeudato Alberto Corbellari intorno al 1200. La loro fine la si deve agli stessi marchesi Malaspina giunti a governare la Lunigiana nel 1221; l'ultimo della famiglia a portare il titolo di "dominus" fu Guglielmo Corbellari nel 1271, mentre ai suoi due figli non è attribuito nessun titolo. Scomparsa dal feudo di Virgoletta, la famiglia continua ad esistere, senza titolo nobiliare, nel vicino borgo di Castiglione fino al XX secolo. Ancora oggi, a ottocento anni dalla loro scomparsa, nella parlata popolare si usa dire degli abititanti di Virgoletta che sono i "màti d'Corbelàri" (matti dei Corbellari).

### Il feudo dei Malaspina
Il nome "Virgoletta" deriva per traslitterazione proprio da Verrucola – Verrucoletta. Nel XIII secolo Virgoletta segue le sorti della famiglia Malaspina; sono di questo secolo alcuni documenti che determinano le suddivisioni della Lunigiana. 
Nell'atto di divisione tra i Malaspina del 1221 che diede vita a due distinte entità territoriali, l'una sottoposta ai marchesi che si fregiarono dello stemma con lo "spino secco", l'altra a quelli che adottarono lo "spino fiorito", tutti i luoghi posti alla sinistra orografica del fiume andarono a formare il territorio che ebbe per capoluogo Mulazzo, mentre quelli sulla riva opposta, tranne Villafranca, andarono a formare il territorio che ebbe come capoluogo Filattiera. 

In questo atto Virgoletta non viene citata direttamente. La troviamo, invece, nell'atto di divisione del 1275 tra i Malaspina dello "spino fiorito", quando il territorio appartenente a questi marchesi verrà diviso in terzieri. Seppur inizialmente di proprietà del marchese Francesco di Olivola, nel 1301 Virgoletta risulta nelle proprietà del marchese Opizzone di Villafranca, questo in seguito al pagamento di debiti dal primo al secondo.
Va inoltre segnalato che fu in questo secolo che vennero innalzate mura alte più di dieci metri e cominciò a formarsi il borgo con portali e finestre in pietra arenaria sulla via che taglia il crinale della collina. Altre notizie si hanno nel 1355, quando, forse per saldare dei debiti contratti per assoldare mercenari alcuni anni prima, Francesco Malaspina, signore di Olivola, cedette Virgoletta ai signori di Villafranca.

Malaspina
dello spino secco

Dal 1355 a governare Virgoletta saranno solo i marchesi di Villafranca, imponendo definitivamente lo stemma dello "spino secco". Su Virgoletta governano nella prima metà del Trecento i marchesi Federico I e il figlio Corrado, noto quest'ultimo per essere stato cantato nel Purgatorio in seguito all'ospitalità data dall'aprile del 1306 a Dante Alighieri nel suo primo esilio, poi Spinetta, che probabilmente morì nella rocca nel 1398 dopo una importante e lunga carriera da condottiero e il figlio Gabriele. Quest'ultimo portò la temporanea disgrazia dei Malaspina, poiché uccise il funzionario genovese Oderico Biassa. Questo omicidio scatenò la rappresaglia dei liguri, capeggiati dai Campofregoso, che invasero le terre dei Malaspina e presero il castello di Virgoletta e, terminata la rappresaglia, non lo restituirono ai Malaspina.

### Il dominio dei Campofregoso di Genova

Fregoso

Il feudo di Virgoletta venne governato prima da Lodovico Fregoso che era anche signore di Sarzana e di altri territori. Poi dal 1449 Lodovico cedette il governo al cugino Galeotto di Campofregoso che lo mantenne fino al 1471, anno della sua tragica morte. 
Il nobile genovese aveva deciso di ritirarsi a vivere in Val di Magra, aveva allora circa trent'anni e il ramo dei Campofregoso a cui apparteneva non gli avrebbe permesso nessuna ascesa politica a Genova, la cui scena era dominata dallo zio Tomaso; ristrutturò, quindi, la rocca malaspinaiana di Virgoletta rendendola un nobile palazzotto fortificato dove poter vivere. Virgoletta era politicamente un avamposto genovese posto esattamente a metà tra i marchesati malaspiniani fedeli a Milano e quelli fedeli a Firenze.
L'assassinio di Galeotto fu ad opera di Corrado del Buono detto Fanteuzzo di Filattiera (uomo d'armi molto temuto in Val di Magra che si aggirava con una banda armata detta degli "sturlesi") e del Marchese Cristiano Malaspina di Bagnone. 

I due, sperando con un complotto di appropriarsi del feudo e riceverne benefici consegnandolo ai fiorentini, si fecero invitare a palazzo da Galeotto e lo uccisero. 

Ma né i fiorentini né i milanesi, a cui si rivolsero in seguito per cedere il feudo, vollero entrare in armi in Virgoletta: le diplomazie non volevano creare un incidente diplomatico di portata internazionale per un borgo così piccolo. 

Dopo una lunga ed estenuante trattativa epistolare tra la marchesa Teodorina Malaspina di Villafranca e le segreterie di stato di Galeazzo Maria Sforza a Milano e Lorenzo de' Medici a Firenze si convenne che il feudo di Virgoletta tornasse a lei e alla sua famiglia. 
I due assassini lasciarono l'assedio del castello di Virgoletta e mentre il Marchese Cristiano fu imprigionato dai fiorentini con la famiglia nel suo stesso castello, Fanteuzzo ricevette per un breve periodo, per i servigi fatti ai fiorentini, i possedimenti già tenuti del marchese Cristiano a Bagnone. 

Giovanni Campofregoso rivendicò la morte del fratello Galeotto e la perdita del feudo di Virgoletta senza grande successo. Tutto tornò ai Malaspina nel 1474.

### Il ritorno dei Malaspina
Nel 1494 Carlo VIII re di Francia scende in Italia, ad attendere il suo enorme esercito al passo del Bardone per scortarlo verso le terre fiorentine sono Tommaso e Fioramonte Malaspina, marchesi di Villafranca e Virgoletta, alleandosi col re e partecipando alle rappresaglie contro le comunità del marchesato malaspiniano fedeli ai fiorentini. Modificarono per l'occasione l'insegna dello spino secco aggiungendovi il leone rampante, per questo furono anche definiti i "Marchesi del Leone".

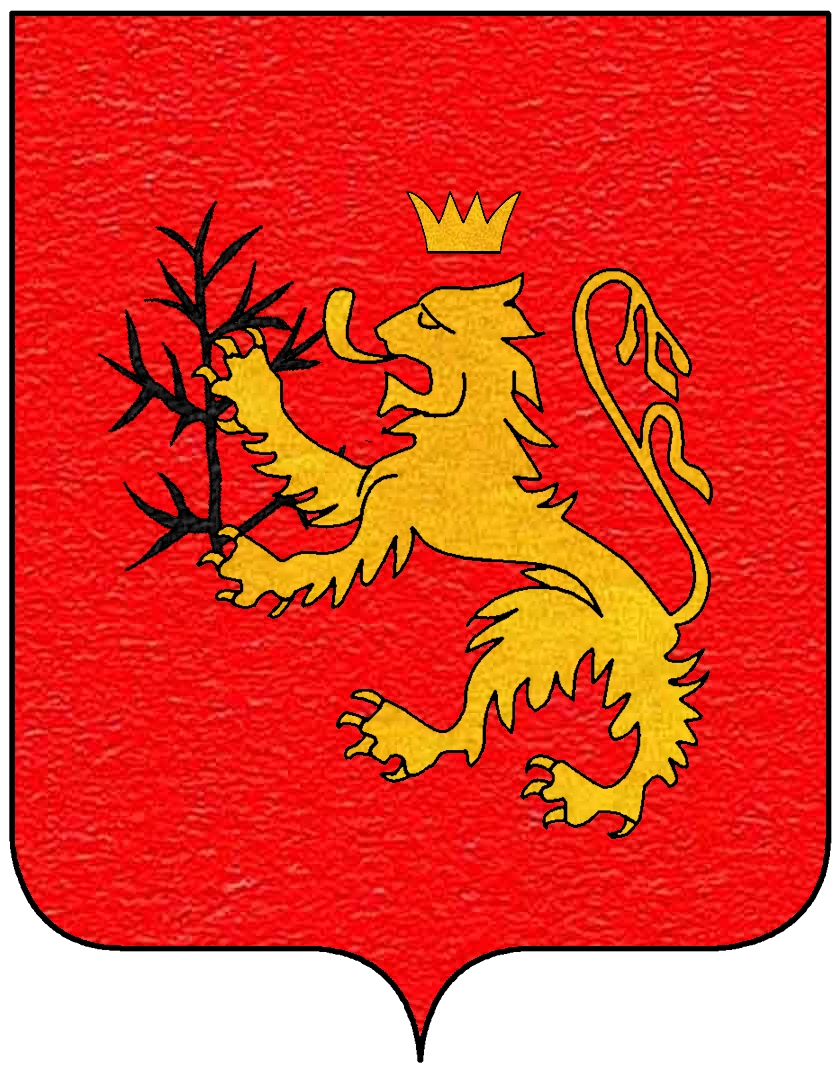
Stemma dei Malaspina del Leone

Da inizio Cinquecento, fino alla sua morte nel 1602, Federico II Malaspina è il signore di Virgoletta e coi cugini Alfonso e Tommaso anche di Villafranca e di altri castelli. Lo stemma in marmo di Federico campeggia ancora oggi all'ingresso del castello da lui ingrandito in stile rinascimentale.
Da inizio Seicento fino al 1705 il marchesato di Virgoletta vive un periodo florido e relativamente pacifico, periodo nel quale i Malaspina si legano al Ducato di Modena. 

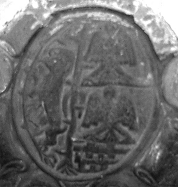
stemma di Isabella Nocleza di Modena, moglie di Niccolò Malaspina, 1662

Nel 1675 (16 settembre) la comunità è scossa dalla morte improvvisa di Isabella del Conte Francesco Nocleza di Modena, moglie di Niccolò di Annibale Malaspina; riportano le cronache che morì per strada di "morte subitanea" mentre la mattina dal castello si recava a messa. A ricordarla vi è uno stemma con iscrizione all'ingresso della "chiesa di sotto" dei santi Gervasio e Protasio.
Nel 1705 il marchese Giovanni Malaspina venne cacciato di forza dalla popolazione insorta nel corso di una rivolta che fu famosa presso tutte le cancellerie d'Europa, questo perché il popolo, a differenza del marchese, volle accettare la sovranità di Filippo V di Spagna, mentre Giovanni manteneva posizioni filoimperiali. Ma il Granducato di Toscana, grazie alle truppe imperiali, riuscì a sedare la rivolta e riconsegnò il feudo al Marchese che condannò all'esilio per almeno otto miglia oltre venti capofamiglia rivoltosi.
Nel 1726 il Duca Rinaldo d'Este di Modena, per i servigi offerti, concede l'uso del nome Malaspina Estensi alla famiglia, a farne uso saranno Federico III e Giovanni II.
Nel 1796 il generale Chabot, per conto di Napoleone Bonaparte pone fine al feudalesimo lunigianese e Virgoletta entra nella Repubblica Cisalpina, i Malaspina di Virgoletta, con la morte del Marchese Giovanni II, si estinguono e il castello diviene di proprietà di alcune famiglie del paese. I marchesi di Virgoletta, ad esclusione di Giovanni II sepolto nel cimitero ottocentesco di San Rocco, sono stati tutti tumulati presso il sacello di San Niccolò a Villafranca, sotto l'attuale monumento a Dante Alighieri.
Virgoletta venne unificata a Villafranca, e la nuova realtà urbana entrò a far parte della Repubblica Cisalpina e quindi del Regno d'Italia. A seguito della caduta di Napoleone e della Restaurazione, Villafranca passò prima al ducato di Modena e in seguito, dal 1849, entrò nel ducato di Parma per restarvi sino all'unificazione nazionale (1859).

### Il Novecento e l'Età contemporanea

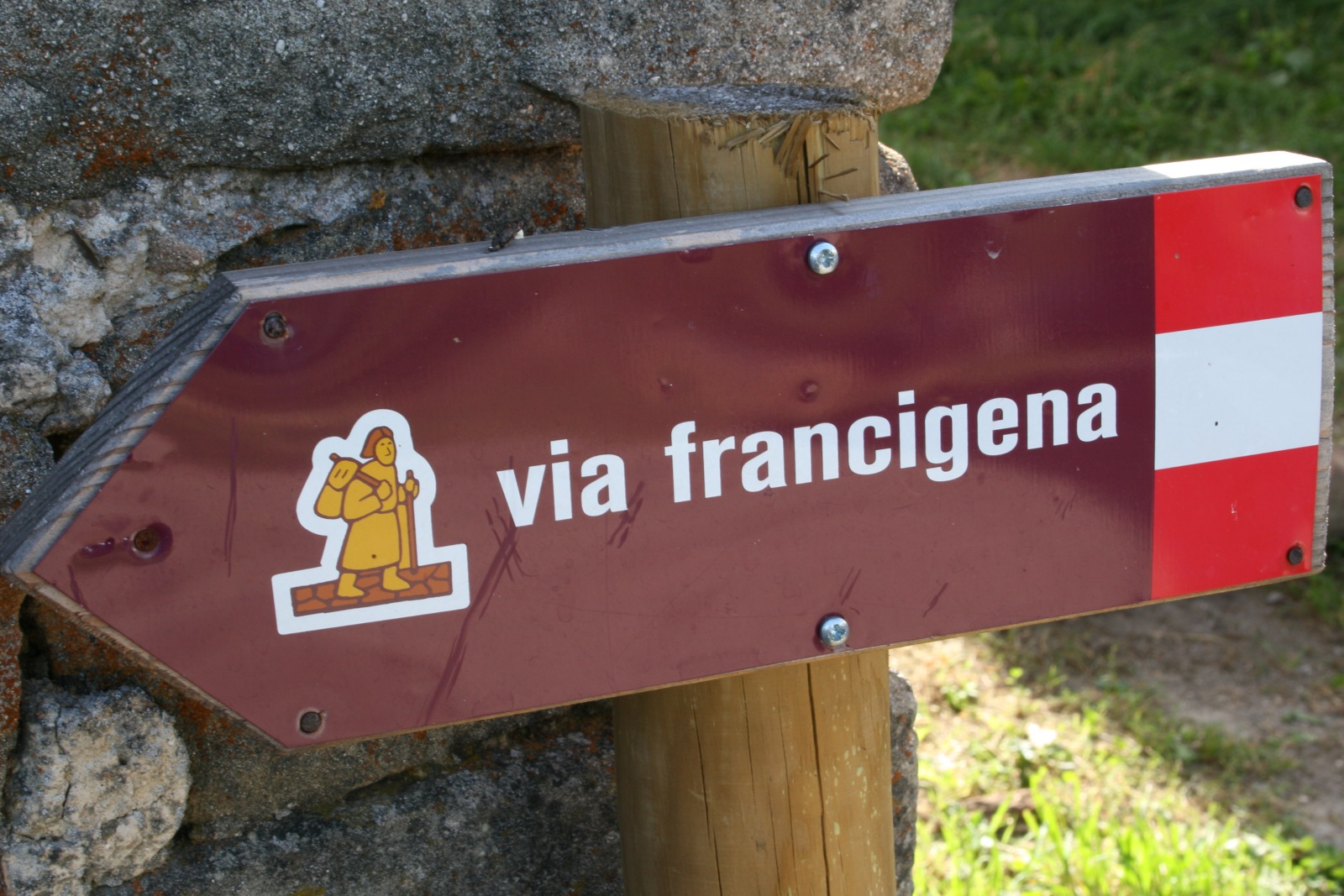
il simbolo della via Francigena o Romea, strada che attraversa Virgoletta

Il terremoto che nel il 7 settembre 1920 sconvolse gran parte della Lunigiana toccando addirittura il 10° della scala Mercalli distrusse parte del borgo. Durante la seconda guerra mondiale il borgo si trovò sulla Linea Gotica: per queste ragioni un comando tedesco si insediò nel castello, e oltre a distruggere l'archivio e il mobilio che vi si trovava, fece di Virgoletta un bersaglio bellico.
Nel dopoguerra Virgoletta, come tutta la Lunigiana, vide il fenomeno migratorio dei cosiddetti "barsan" (bresciani), ovvero, i venditori ambulanti di vestiti che dalla Toscana portavano le merci in Lombardia. Interi paesi tra gli anni Quaranta e gli anni Settanta si spopolarono a causa di questo fenomeno.
Dopo il Giubileo del 2000 e la risistemazione della segnaletica molti pellegrini hanno ripreso a percorrere gli antichi tracciati per Roma lungo la via Francigena (o Romea), che, in una delle sue varianti, attraversa anche Virgoletta.
Nel 2007 mons. Alberto Silvani, sacerdote nativo di Virgoletta, è eletto vescovo di Volterra.

## Le chiese di Virgoletta
Il primo documento relativo alle decime raccolte che segnala una cappella presso "Verugula" è del 1296/97, le tracce materiali di una prima chiesa a Virgoletta sono databili intorno al XIII/XIV secolo e si tratta di ampi resti di affresco con madonna e santi inglobati nell'attuale cantina di una abitazione privata.
Una nuova chiesa dedicata ai santi Giacomo e Filippo Apostoli fu probabilmente eretta nel XV secolo nel luogo dell'attuale parrocchiale, inglobata nel successivo edificio dedicato ai santi Gervasio e Protasio, martiri milanesi. Il cambio di santi patroni della comunità di Virgoletta potrebbe essere dovuto al cambio politico successivo alla fine del periodo di governo genovese del nobile Galeotto Campofregoso (morto nel 1471) e al ritorno dei marchesi Malaspina di orientamento filo-milanese.
Le due attuali chiese sovrapposte, che costituiscono la chiesa parrocchiale dei Santi Gervasio e Protasio, sono nate nel XVI secolo dall'aggetto di un grande arco dalla collina al piano stradale sottostante, presso la località "voti cinti" (archi cintati). La chiesa superiore a croce latina è decorata con stucchi seicenteschi e due altari laterali di pregevole fattura. L'altare centrale, fatto arrivare da Roma dalla nobile famiglia Della Porta, è della scuola del Bernini e conserva le reliquie del "corpi santi", su di esso si innalza una piccola cupola con lanterna. Sul fondo del coro è visibile un paleo marmoreo del XV secolo di ottima fattura, rappresentante la Madonna col Bambino Gesù in braccio e un uovo in mano, ai lati i santi patroni, di stile francese fu realizzato da un anonimo scultore poi ribattezzato "Maestro di Virgoletta".
La chiesa bassa, ad aula unica, presenta uno stemma d'ingresso e alcune simbologie (spini secchi sul soffitto) relativi ai Marchesi Malaspina e si ipotizza fosse un edificio religioso a loro dedicato, vi è presente un bell'altare e alcune tele pittoriche del XVI/XVII secolo, una bella tela di scuola lombarda riportante lo stemma dei Della Porta.
- chiesa parrocchiale dei Santi Gervasio e Protasio (secolo XV)
- santuario della Madonna della Neve (secolo XVIII); realizzato nel XVII secolo e ampliato nel 1717 presenta al suo interno pregevoli stucchi e ai lati dell'altare due grandi opere di Piero Agnetti "L'Ultima Cena" e "La Crocifissione" (1984). Vi si tiene la festa della Madonna ogni 5 agosto, in sintonia con Santa Maria Maggiore di Roma.
- oratorio di San Rocco (secolo XVI); si trova a fianco dell'area cimiteriale ottocentesca, fuori dal borgo e circondato da castagni secolariNell'oratorio sono conservate due opere di Piero Agnetti, presso l'altare "Il Pianto" (2006) e sopra l'ingresso "San Rocco" (2007).
- oratorio di San Simone; (XVI secolo)

Lo stemma dei Della Porta, famiglia lombarda trapiantatisi qui al servizio dei marchesi Malaspina, è il più presente in paese, ed è legato alle principali opere d'arte della parrocchiale: oltre che in chiesa lo stemma è scolpito sul portale della casa dei Della Porta all'ingresso del paese, nonché sulla traversa dell'antico camino della casa (riportante la data 1634 e le iniziali G.P. di Gabriello Porta). Sempre seicentesca è una tela nella "chiesa bassa" dedicata a Lorenzo Della Porta. Fra i componenti di questo casato si ricordano Giovanni e suo fratello Mattia di Gabriello. Il primo fu missionario in Medioriente e Africa, il secondo fu canonico della Chiesa di Santa Maria della Rotonda in Roma. 
A Mattia si devono le reliquie dei "Corpi Santi" e l'altare di scuola berniniana presente nella chiesa di Virgoletta, morto nel 1671 è ricordato in una lapide interna al Pantheon.
Giovanni studiò presso i padri gesuiti al Collegio Romano, quindi domandò di essere accettato nella provincia dei Frati minori riformati di Roma. Cambiò il nome in Antonio. Per prepararsi alla missione studiò la lingua araba e quella siriaca che apprese presso il convento di San Pietro in Montorio a Roma. Tentando di raggiungere l'Etiopia morirà a Suakin (Sudan) nel 1641, è sepolto a Goa in India. A lui sono dedicate la piazza principale di Virgoletta e la strada che porta a Bagnone.
I discendenti della famiglia, ancora presenti in paese, portano oggi il cognome Porta.

## Toponomastica dei luoghi virgolettesi
L'antico borgo di Virgoletta conserva nella tradizione orale nomi che richiamano al suo essere luogo di passaggio di svariati popoli sulla via Francigena. Questo resta in alcuni toponimi con connotazione tipicamente medievale e mediterranea. Altri sono contrazioni dialettali che descrivono la funzione che quel luogo ha avuto.
- Borcanal: arrivando dal comune di Villafranca, sull'antica strada di accesso al paese, ci imbattiamo in una serie di villette novecentesche costruite ai lati della strada e costeggianti un canale irriguo derivato dal torrente Vigesola, il bordo del canale, che dà il nome alla zona.
- Pondaìn: ovvero, il ponte da imo, ponte da basso, che collega la strada da Villafranca al borgo attraverso una delle due porte del paese. L'attuale accesso carraio ha modificato il ponte facendolo scomparire nel selciato e trasformando l'antico accesso, ancora esistente (arco di sinistra), in uno nuovo e più ampio. La strada è pavimentata con l'antico sistema detto del rizòl, ovvero, una striscia centrale di ciottoli con ai lati due lingue di arenaria, sistema adottato per far passare ai lati le ruote dei carri sul liscio e rendere il centro più ruvido per non far scivolare gli animali.
- Sorco dell'amnada: gli edifici del borgo sono su tre livelli, quello del piano strada, spesso sede di botteghe e attività artigiane, quello dei piani alti dove la gente vive e quello degli interrati detti sorchi, nei quali si sono alternate case, cantine e stalle. Questo particolare solco lascia, probabilmente, la traccia del culto dei baccanali o balli delle menadi, da cui menada/mnada e si trova, non a caso, nel luogo in cui esistono tracce della prima chiesa del paese (forse duecentesca) inglobate nell'attuale abitato. Vi persiste la leggenda di processioni notturne di fantasmi. Si tratta del primo solco a sinistra entrando nel borgo alto verso il castello, dopo la piazza, e potrebbe essere stato, oltre che un antico luogo sacro, anche un primo accesso al primitivo nucleo abitativo del paese.
- Scaleri: con questa parola, diffusa in Sardegna, Corsica e Spagna, si indica un grande scalone. Sotto le arcate di palazzo Tardiani dove la strada delle fontane entra in paese, sulla sella tra le due cime del colle Vignale, sale una grande e ampia scala chiusa tra due portali, si tratta del secondo e ultimo accesso al borgo.
- Ravlìn: proseguendo attraverso l'unica via del borgo si giunge nel cortile del castello Malaspina, per uscire sul retro e scendere in direzione della Madonna della Neve è stato creato un buco nelle mura antiche detto ravlìn, ovvero, ravellino, scarpata, smottamento, discesa. Questa scala ripida attraversa i ruderi di una seconda cinta di mura (oggi adibita ad orti pensili) e insiste sull'antico accesso carrozzabile privato dei marchesi al castello.
- Vòticinti: la costruzione del borgo si è sviluppata erigendo terrazzi/aie murati a ridosso degli edifici precedenti, partendo dal crinale del colle Vignale, fino a giungere all'attuale forma di borgo murato. Questo fenomeno è ancora oggi molto evidente in direzione delle vecchie fontane, lato del paese nel quale anche la parrocchiale è costruita poggiando su di un volto/arco murato, da cui il nome di vòticinti, ovvero, archi murati.
- Arbiòn: ovvero, albione, difesa/protezione, parola molto diffusa in Europa che a Virgoletta sta ad indicare l'isola fluviale che stagionalmente si forma nel letto del fiume Bagnone sull'antico confine tra i feudi di Virgoletta e di Filetto. Secondo la tradizione era utilizzato come rifugio per fuggiaschi e briganti, essendo una zona franca.
- Madòni: sulla strada da Bagnone, sul lato sinistro una collina degrada verso il colle Vignale, questa collina è terrazzata con i tipici gradoni agricoli detti, appunto, madoni. Ai piedi della collina è situato il santuario della Madonna della Neve.
- Camparmà: ovvero, campo armato, è una zona di bosco verso Fornoli, il cui nome denoterebbe un antico uso militare, di cui però non si conosce né l'esatta funzione né il periodo storico. Dice la leggenda che vi si trovino mura ciclopiche[6].